# 恰克圖界約
《恰克图界约》（俄语：Кяхтинский договор），是清朝和俄罗斯帝国于清雍正五年（1727年）订立的条约。该条约重申了《尼布楚條約》（Буринский договор）两国对今蒙古国所属领土的划分，划定了今蒙俄边界的东段。此外条约还规定了两国的通商关系。

## 历史
1689年中俄尼布楚条约签订后，中俄东段边界得到确认，但是自额尔古纳河以西的边界尚无明文规定。清政府希望能够尽早划定该地边界，但是俄方认为拖延划界更为有利。对此，清政府将双方贸易与边界问题挂钩，限制俄国商人在中国的贸易行为。
1725年俄罗斯女皇帝叶卡捷琳娜一世认为清政府在对准噶尔的战争中有求于俄国，此时划分边界可以谋得更大利益，因此她于8月11日派遣萨瓦·弗拉季斯拉维奇-卢古辛斯基为“特遣驻中国全权大臣”，来华谈判商务和边界问题。
俄方的谈判要点有以下四点：
1. 与中国缔结商约；
2. 划分边界应以俄方绘制的西伯利亚地图为依据，俄国不能放弃贝加尔湖、上乌丁斯克、色楞格河下游以及尼布楚等地，不能让中国在额尔齐斯河取得据点；
3. 答应送回中国私逃者及非法逃离中国的人；
4. 要求东正教传教士在北京的居住权。

经过一年的长途旅行，俄国使团于1726年底到达北京，之后中俄双方在北京进行了六个月的谈判，达成了共识。双方决定在边界上继续谈判并举行签约仪式。雍正五年七月十五（1727年9月1日），双方签订《布连斯奇界约》，俄方代表为萨瓦，中方代表为成吉思汗二十世孙喀尔喀超勇亲王策棱。九月初七（10月21日），又签订了《恰克图界约》。

## 内容
主要有以下六點：
1. 蒙古與西伯利亞之疆界由中俄聯合委員會勘定，邊界從西面的薩彥嶺和沙畢納依嶺延伸至額爾古納河，東面從乌第河到外興安嶺之間的土地因缺乏精確資料暫置不議，但在其他地方委員會應立即劃定疆界。
2. 除尼布楚現有貿易集市，允准俄國在邊界之恰克圖開設貿易。
3. 兩國逃亡者應嚴行查拿，交付邊吏。
4. 不超過兩百人之俄國商隊允准每三年前往北京一次，免出入口關稅。
5. 俄國允准在北京保留一個有自己教堂的宗教使團，俄國教士及學子得居住北京。
6. 中俄之間的通訊應用雙方政府之印信--中國為理藩院印玺，俄國為元老院或托博爾斯克總督衙門印玺。

同時，双方派员进行勘界，九月初十（10月24日）订立了《阿巴哈依图界约》，规定了恰克图以东至额尔古纳河的63个界标；九月廿四（11月8日）订立了《色楞格界约》，规定了恰克图以西至沙毕纳依岭的24个界标。

## 影响
布连斯奇条约基本上是中俄两国在平等状态下签订的。中国方面主要成果是确定了两國边界，並確立外蒙古屬於中國。获得俄方送还逃人的许诺，切断了俄国对中国西北叛乱者的援助。俄国则取得了在北京和恰克图的自由贸易权利（参见阿勒坦布拉格），并获得了原未完全控制的色楞格河下游地区。条约原存於中華民國外交部，現典藏於臺北外雙溪國立故宮博物院。

### 引用
1. 1 2 3 4  許同莘、汪毅、張承棨. .
2. 1 2 3 4  王铁崖. . 北京: 生活·读书·新知三联书店. 1957年9月.
3. ↑  王士銘.  (PDF). 臺灣師大歷史學報.   [2019-12-04]. （原始内容存档 (PDF)于2019-12-04）.